# Núi Kinabalu
Núi Kinabalu (tiếng Malay: Gunung Kinabalu) là một núi nổi bật ở Đông Nam Á và là điểm cao nhất của Malaysia.
Núi này tọa lạc tại Vườn quốc gia Kinabalu (một di sản thế giới) ở bang Sabah phía đông Malaysia trên đảo Borneo.
Năm 1997, Một cuộc điều tra lại sử dụng công nghệ vệ tinh đã xác định chiều cao chính xác của đỉnh núi (tên gọi là Đỉnh Low) với độ cao 4095 m so với mặt biển, thấp hơn 6 m so với độ cao mọi người nghĩ trước đó là 4101 m. Núi này cao nhất Đông Nam Á (nếu không tính các đỉnh thuộc dãy Himalaya ở Myanmar và các đỉnh trên đảo New Guinea), và do đó là núi cao nhất Malaysia và đảo Borneo - đảo có 3 quốc gia là Malaysia, Indonesia và Brunei. Khu vực xung quanh núi và bản thân núi này có hệ thực vật phong phú và là một trong những địa điểm sinh thái quan trọng bậc nhất thế giới.